# 테르미도르의 반동

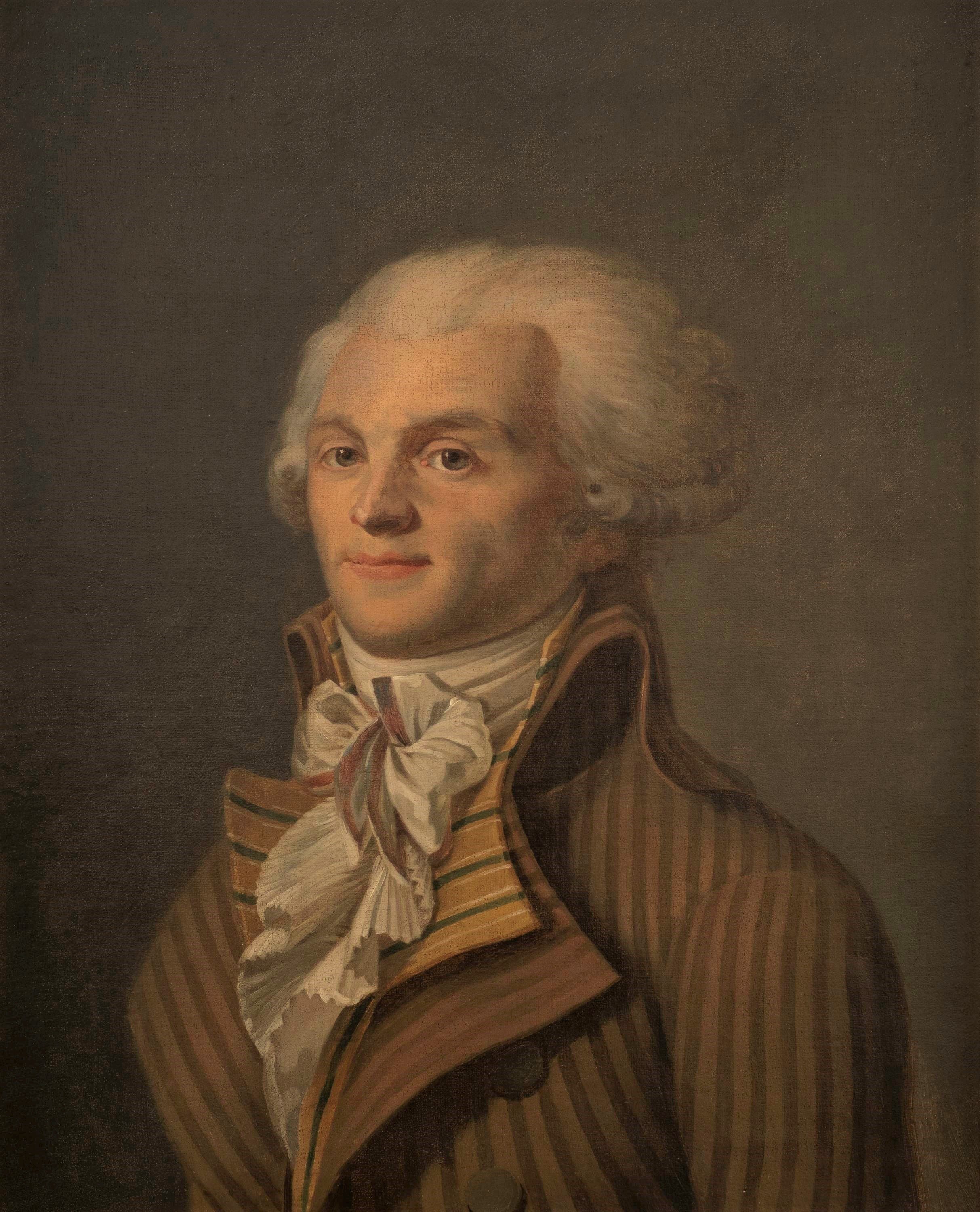
로베스피에르 (1758~1794)

테르미도르 반동(프랑스어: Réaction thermidorienne / Convention thermidorienne)는 프랑스 대혁명 이후 1793년부터 권력을 잡은 로베스피에르가 무자비한 공포정치를 펼치다가 그 가혹함에 불만을 품은 반대파들에 의해 1794년 7월 27일 숙청을 당하며 자코뱅파가 몰락한 사건을 말한다. 로베스피에르, 오귀스탱, 생쥐스트, 쿠통, 르바등 공포정치의 주역과 그 계파 일원들은 다음날 단두대에서 처형되었다.
테르미도르(Thermidor)란 혁명 때 제정된 프랑스 혁명력(후에 나폴레옹에 의해 폐지) 중 11번째 달을 의미한다. 이 사건으로 인해 프랑스 혁명은 실질적으로 끝나게 되고, 시민 혁명은 종말을 고했다. 슈테판 츠바이크는 평전 《조제프 푸셰》에서 테르미도르 반동 이전에는 "혁명은 모든 정당성이 자신에게 있다고 주장하였고 모든 책임을 묵묵히 떠맡았던" 반면 반동 이후에는 "혁명은 부당한 일을 한 적도 있다는 것을 소심하게 인정하고 지도자들은 혁명을 부정하기 시작한다. 그러나 정신적 신앙과 세계관이 스스로의 절대적 정당성과 무오류성을 부정하게 되면 마음 속 깊은 곳에서 우러나는 힘은 꺾여버린다."고 서술한다.

## 배경

### 프랑스 대혁명
극심한 경제침체와 악화된 왕실재정 문제를 해결하기 위해서 1789년 5월에 삼부회가 소집되었다. 삼부회는 의결 방식으로 인한 갈등 속에 파행되다가 국민의회가 출범하게 되었다. 국왕 루이 16세가 국민의회를 탄압하자 시민들은 이들을 보호하기 위해 7월 14일 바스티유 감옥을 습격함으로 프랑스 혁명이 시작되었다. 이후 인권선언을 하는등 국민의회가 정국의 주도권을 쥐고 개혁을 진행하였다. 왕실이 해외망명을 시도하다가 발각되었음에도 1791년 9월에 입헌군주제가 실시되었다. 그러나 혁명의 확산을 우려한 주변국과 벌어진 전쟁 중(1792년)에 전세가 불리함에도 불구하고 국왕 루이 16세는 의용군 모집법안에 대해 거부권을 행사하였을 뿐만 아니라 적국과 왕실이 내통하고 있다는 상당한 정황들이 드러난다. 이에 성난 시민들은 왕궁을 습격하였고 군주제가 폐지된 후 1792년 9월에 공화정이 실시되었다.

### 공화국 성립
선거를 통해 새로운 의회인 국민공회가 구성되었다. 공화정 초기에는 온건한 지롱드파가 주도권을 행사하였으나 1793년 1월에 폐위된 루이 16세를 처형시키며 급진적인 자코뱅파가 서서히 득세하였다. 국왕의 처형은 유럽의 군주들을 격분시켰다. 영국, 오스트리아, 스페인, 러시아, 프로이센 등 전유럽이 대불동맹에 가담하여 전쟁이 다시 시작되었다. 각지에서 동시다발적으로 벌어진 전쟁은 프랑스에 불리하게 돌아갔다. 이런 와중에 국내에서도 왕당파와 가톨릭 등 반혁명 세력이 결집하여 방데반란(3월)을 일으키는등 혼란한 상황이 빚어졌다. 사태 수습을 위해 공안위원회가 구성되었고 그 중심에 당통과 로베스피에르 등이 부상하였다. 6월에는 파리 코뮌과 상퀼로트가 의회를 습격하였는데 이들의 지지를 받는 자코뱅파가 득세를 하게 되었고 지롱드파는 숙청되어 힘을 잃었으며 국민공회의 권위는 실추된후 공안위원회가 전권을 장악하였다.

### 공포정치
공안위원회의 핵심 세력인 로베스피에르는 혼란한 국내외 시국을 해결하고 혁명성과들을 보호한다는 구실 하에 공포정치를 실시하였다. 우선 망명귀족들의 재산을 몰수해 자신의 지지기반인 소 부르조아와 민중들에게 나누어 주었다. 1793년 7월에는 봉건제를 폐지하고 농민들에게 토지를 무상분배하여 지지기반을 더욱 다졌다. 이후 비상시국을 선언하였고 독재적이고 중앙집권적인 혁명정부를 이끌었다. 공정가격제등 통제경제 정책을 실시하였고 아시냐의 지불을 거부하는 사람에게는 사형이 선고되었다. 농민과 상인들은 수확과 상품에 대해 신고서를 제출해야 했다. 가택수색과 징발이 빈발했고 밀고자들에게는 포상금을 지급했으며 혐의만으로 체포가 가능했다. 1794년 6월에 제정된 《프레리알 22일 법》으로 인해 법률조력과 증인심문이 폐지되고 선고는 무죄와 사형, 이 두 가지 판결로 축소되었다. 왕비 마리 앙투아네트, 오를레앙 공작, 뒤바리 부인, 지롱드파 지도자들이 처형되었고 수많은 반혁명 혐의자들이 약식재판만으로 기요틴에서 참수되었다.
로베스피에로의 독단적인 공포정치는 자코뱅파를 분열시켰다. 당통은 로베스피에르를 독재자라고 비난하였고 에베르도 그를 비난하였다. 로베스피에르는 우선 당통이 힘을 빌려 에베르를 제거한 후 1794년 4월, 당통마저 기요틴으로 보내며 숙청한 후 전권을 장악하였다. 그러나 전란 등 국내외 사태가 점차 수습되어가자 국민들은 공포 정치에 싫증을 느꼈고 그의 동료들도 등을 돌렸다. 자코뱅파 내부에서는 국민공회의 중도파와 긴밀하게 협력하여 로베스피에르를 타도하려고 했다. 또한, 공포 정치의 선봉으로 파리보다 더 심한 탄압을 했던 지방 파견 의원들(조제프 푸셰, 장 랑베르 탈리앵 등)은 로베스피에르의 추궁을 두려워하여 선제공격을 계획하고 있었다.
한편, 공포 정치의 중심이었던 공안위원회도 로베스피에르파(로베스피에르, 생 쥐스트, 쿠통)와 전란 수습으로 세력을 확장한 온건파(라자르 카르노 등)로 분열되었다. 그것이 싫증이 난 로베스피에르는 6월 중순부터 7월 26일까지 공개석상에는 거의 모습을 보이지 않았다. 그 사이에도 반대파의 음모는 진행되고 있었다. 7월 22일에는 대립 관계에 있던 《공안위원회》와 《보안위원회》의 합동회의가 열렸지만, 로베스피에르는 더 이상 생 쥐스트의 충고에 귀를 기울이지 않았다.

## 사건 전개와 영향

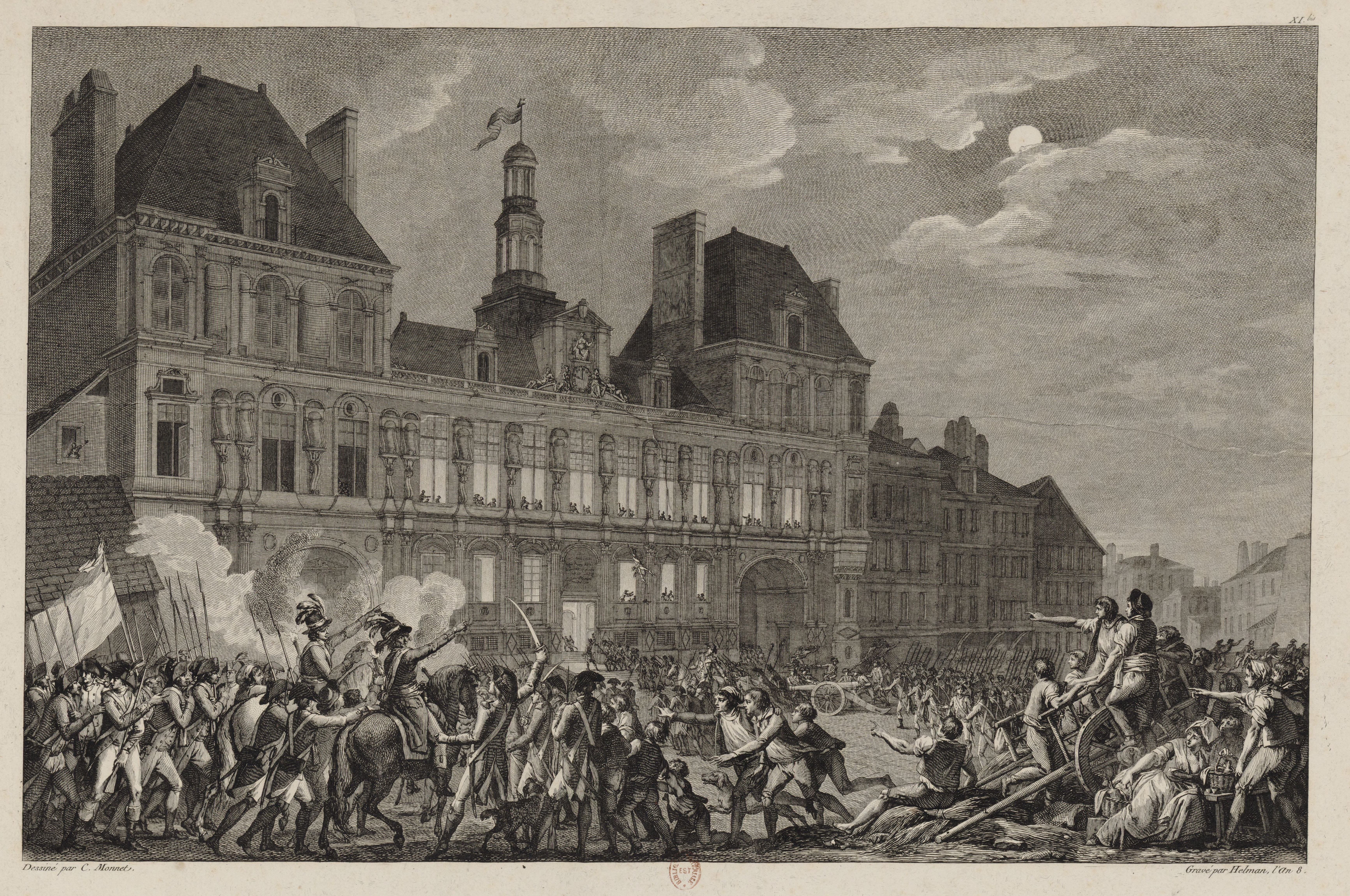
로베스피에르파가 점거한 시청을 공격하는 부르동과 바라스의 군대

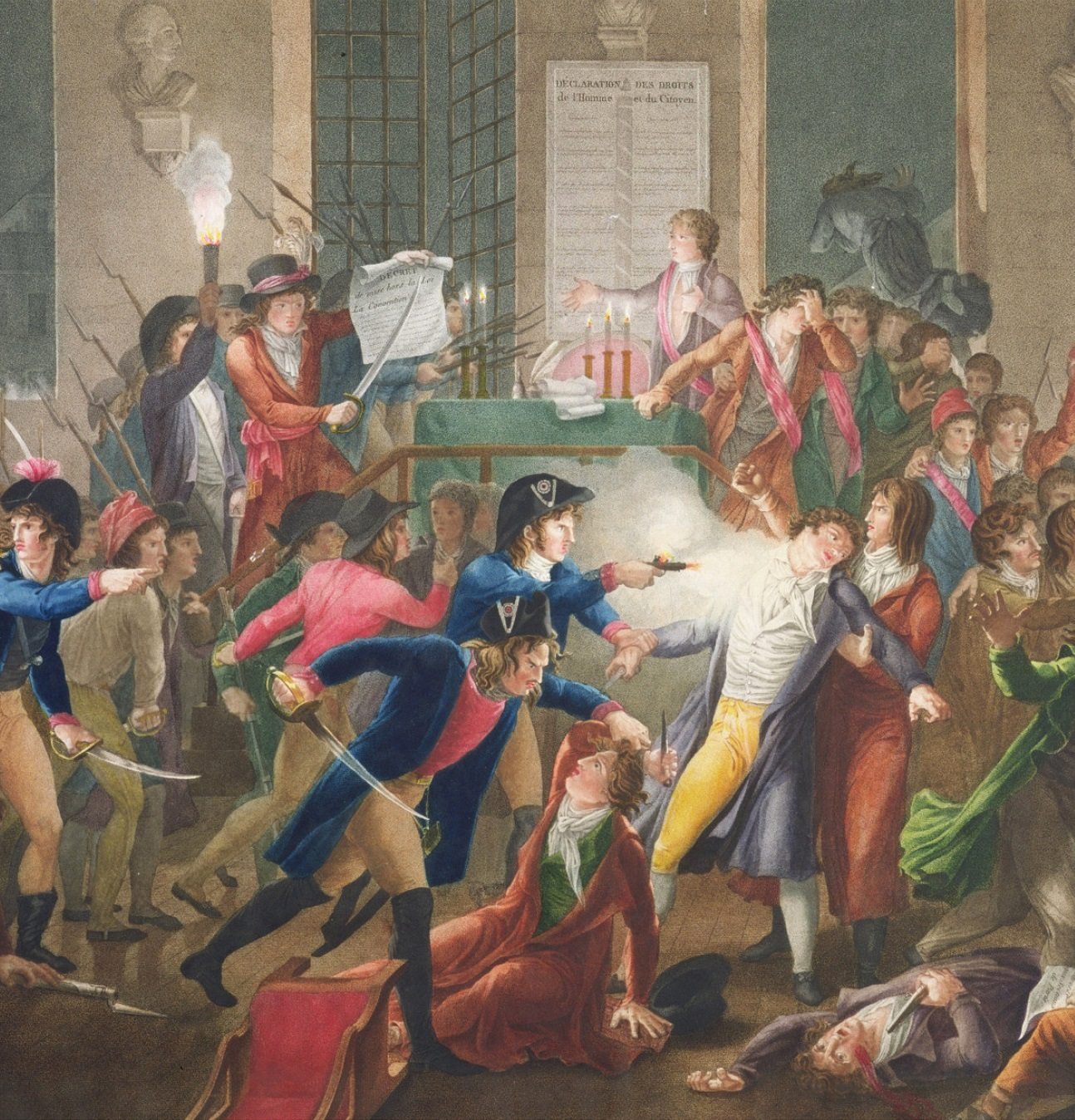
습격당하는 로베스피에르파

1794년 7월 26일, 로베스피에르가 공회에 나타나 반혁명파를 숙청하겠다고 예고했다. 이에 대해 비요 바렌과 장 랑베르 탈리앵 등의 의원들은 "반혁명파가 누구냐? 이름을 밝혀라!"라고 저항했다.
다음날, 즉 7월 27일 반로베스피에르파(대부분이 지롱드파)는 행동을 개시하여 로베스피에르를 체포해 처형하기로 했다. 로베스피에르의 정치적 동료였던 이들조차도 그를 배신했고 이 배신자들마저 반로베스피에르파에 의해 숙청된다.
결국 그날 밤 프랑수아 루이 부르동과 폴 바라스가 시청에서 농성 중이던 로베스피에르파를 습격해 로베스피에르의 오른팔 루이 앙투안 드 생쥐스트는 저항도 못 하고 체포되었으며 그의 친구 필립 르바는 총으로 머리를 쏘아 자살했고 동생 오귀스탱 로베스피에르는 창문에서 뛰어내려 도망치려다가 다리가 골절되었으며 로베스피에르의 동료 조르주 쿠통은 떠밀려 계단에서 곤두박질 쳤고 로베스피에르도 턱에 총을 맞았다. 자살 시도였는지 헌병이 쏜 총에 맞았는지는 분명하지 않다.
공포정치로 국가를 안정시키고자 했으나 오히려 국가를 혼란에 빠트린 로베스피에르는 7월 28일 푸키에 탱빌에게 고발당해 자신이 혁명 정신과 국가 안보를 운운하며 많은 사람을 죽였던 도구인 기요틴에 올라가 생쥐스트, 쿠통, 오귀스탱 및 18명의 동료들과 함께 처형당했다.
로베스피에르의 죽음으로 혁명 주도권은 부르주아 계층, 지롱드 파의 온건파들이 쥐게 되었고, 총재 정부, 통령 정부, 나폴레옹 보나파르트의 등장까지 테르미도르의 반동을 기점으로 새로운 국면이 나타났다.

## 같이 보기
- 공포 정치
- 나폴레옹 보나파르트
- 루이 16세
- 방데 전쟁
- 리옹 반란
- 성직자기본법
- 십일조
- 왕당파
- 프랑스 혁명
- 프랑스 혁명 전쟁
- 콩고르다툼